# Senju en la provincia de Musashi
Senju en la provincia de Musashi (武州千住 Bishū Fujimigahara?) es una estampa japonesa de estilo ukiyo-e obra de Katsushika Hokusai. Fue producida entre 1830 y 1832 como parte de la célebre serie Treinta y seis vistas del monte Fuji, a finales del período Edo. La impresión muestra a un jinete y unos pescadores en Senju, un suburbio que se encontraba al norte de Edo —la actual Tokio—.

## Escenario
El grabado muestra una vista del monte Fuji desde Senju, al norte de Edo. El río que se aprecia en la escena nace en las montañas de Kantō, y cambia de nombre a lo largo de su curso. En esta zona, unos kilómetros más arriba, se le conoce como río Arakawa. En esta impresión, la montaña se vislumbra a través del Arakawa pasados los arrozales en el término medio. Aunque no aparece en la imagen, el llamado Gran Puente atravesaba el río en Senju, y desde ese lugar partía la carretera a la provincia de Mutsu, en el extremo norte. De este modo, Senju era una puerta de entrada a la parte septentrional de Honshu, y albergaba calles llenas de posadas, tiendas, restaurantes y viajeros.

## Descripción
En primer plano se encuentra la orilla de un canal que conduce al río Arakawa. Un jinete, que lleva un caballo envejecido y cansado, mira momentáneamente el monte Fuji. A su vez, se muestran dos hombres sentados, pescando al borde del arroyo. Hokusai deja patente su tratamiento a la composición habitual al emplear formas geométricas simples. La postura inclinada del caballo hace eco del triángulo de la montaña, en tanto que la rienda sigue la línea de ascenso y descenso de las colinas redondeadas en término medio. La compuerta (suimon) y sus formas rectangulares se elevan en la estampa, como una pantalla para el río y el Fuji. La imagen también es «evocadora»; el autor causa «empatía por el caballo cansado». Aparece junto a este una tortuga con la cola atada a la rienda, que pudo ser atrapada por el jinete en el camino para llevársela como mascota a sus hijos.